# Oberbruchwiesen
Die Oberbruchwiesen sind ein Naturschutzgebiet im Naturraum Nördliche Oberrhein-Niederung in Baden-Württemberg.

## Geographie
Das Naturschutzgebiet liegt auf dem Gebiet der Gemeinde Graben-Neudorf westlich zwischen Graben-Neudorf und der Gemeinde Dettenheim.

## Geschichte

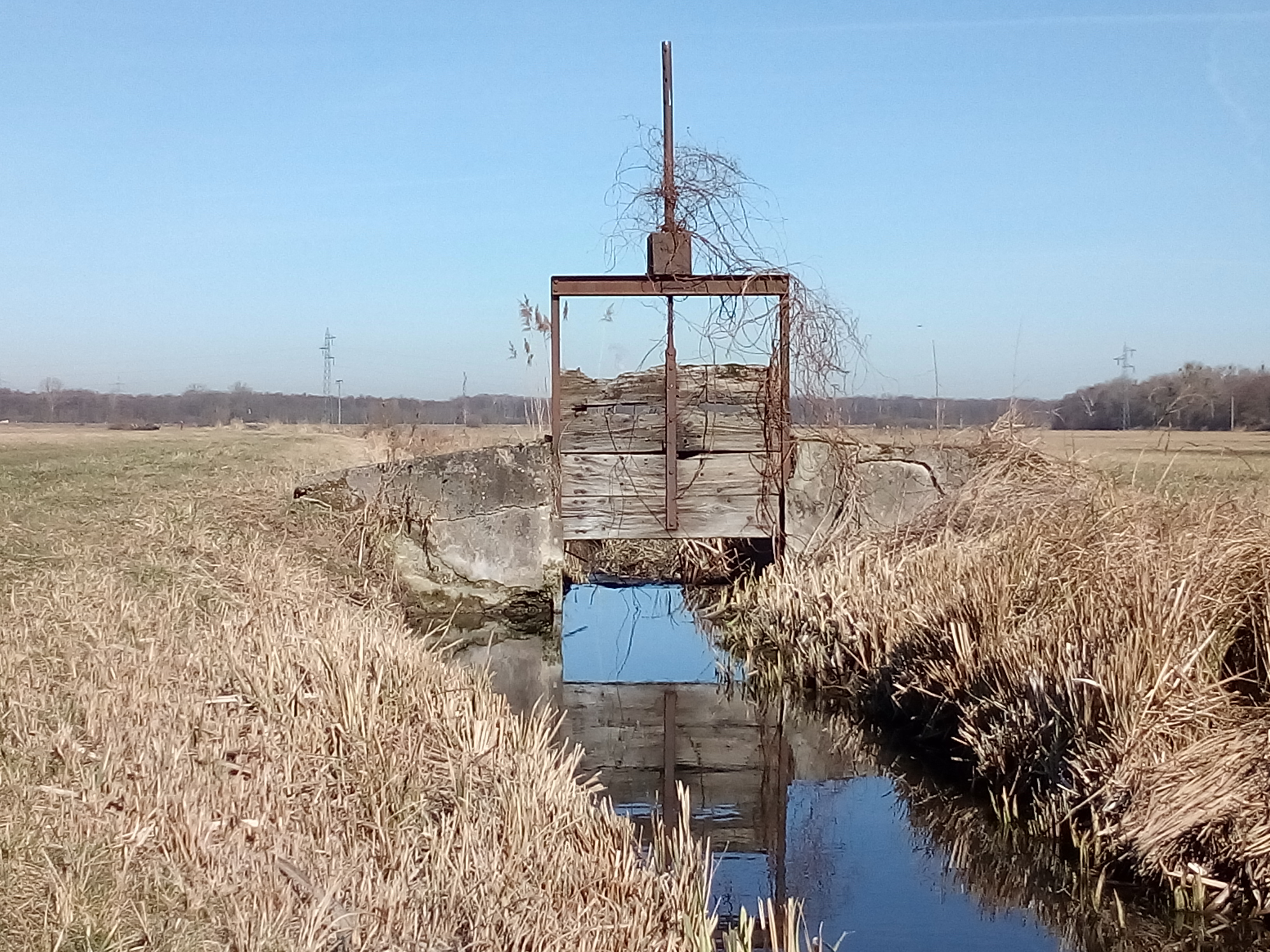
Stellfalle der Wiesenwässerung am Neugraben

Der weit überwiegende Teil der Oberbruchwiesen gehört zum größten Moor in der badischen Oberrheinebene, das den Süden und Osten der Grabener Bucht einnimmt. Die mineralischen Deckschichten des Moors wurde durch langjährige Wiesenwässerung eingetragen. Die Deckschichten bestehen aus Lehm, lassen aber ihre Herkunft aus dem Lössgebiet des Kraichgaus erkennen. Das Wasser zur Wiesenwässerung wurde der Heglach oder der Alten Bach entnommen und über den Galgengraben (auch als Alte Bach bezeichnet) in die Oberbruchwiesen geleitet. Am Neugraben, dem zentralen Bewässerungsgraben des Gebiets, sind Stellfallen der Wiesenwässerung erhalten.
Die Oberbruchwiesen stellen als zusammenhängende Wiesenlandschaft ein eindrucksvolles Beispiel einer Kulturlandschaft dar. Sie repräsentieren eine Landnutzung, die früher in Abhängigkeit von Boden und Wasserregime die einzig mögliche Wirtschaftsform der Rheinaue in solchen Lagen war. Wiesenflächen sind in einem potentiellen Waldgebiet stets eine kulturbedingte Vegetationsformation. Aufgrund des hohen Grundwasserstand stellt die Wiesennutzung die primäre Landnutzung dar. Insbesondere im ehemaligen Überflutungsbereich des Rheins und seiner weitausgreifenden hydrologischen Beeinflussung vor der Korrektur waren Wiesen die Hauptnutzung der Rheinauen.
Heute gehören die Oberbruchwiesen mit ihren ca. 125 ha zu den letzten großflächigen Wiesengebieten der nördlichen Oberrheinebene.
Dieser Wiesenlandschaft sind lediglich die kulturbedingten Einrichtungen wie Erd- und Graswege, Grabensystem oder Einzelgehölze eingegliedert sowie ein Minimum an infrastrukturellen Notwendigkeiten.

## Beschreibung
Das Gebiet wurde per Verordnung am 30. März 1990 durch das Regierungspräsidium Karlsruhe als Naturschutzgebiet ausgewiesen und hat eine Fläche von 125 Hektar. Es wird unter der Schutzgebietsnummer 2.127 geführt und ist in die IUCN-Kategorie IV als Biotop- und Artenschutzgebiet  eingeordnet. Der CDDA-Code lautet 164860  und entspricht zugleich der WDPA-ID.
Der wesentliche Schutzzweck ist die Erhaltung eines der letzten zusammenhängenden großflächigen, zum Teil feuchten Wiesengebietes in der Rheinaue mit seinen charakteristischen Tier- und Pflanzengemeinschaften. Hervorzuheben ist die Bedeutung der Oberbruchwiesen als Brut-, Nahrungs- und Überwinterungsgebiet gefährdeter Vogelarten sowie des Grabensystems als Lebensraum seltener Libellenarten.

## Flora und Fauna
Für zahlreiche Libellenarten sind die Oberbruchwiesen mit ihrem Grabensystem von hoher Wasserreinheit und spezifischer Fließgeschwindigkeit ein besonderes Refugium. Die Helm-Azurjungfer hat beispielsweise im Gebiet ihr einziges Vorkommen in Nordbaden. Neben dem Vorkommen bedrohter Libellen, Amphibien und Schmetterlingsarten besitzen die Oberbruchwiesen eine große Bedeutung als Brut-, Nahrungs-, Rast- und Überwinterungslebensraum für die Vogelwelt. Unter ihnen sind die wiesenbewohnenden Arten durch den Wiesenrückgang besonders gefährdet. Bei den Oberbruchwiesen handelt es sich um einen der drei letzten Brutplätze des Großen Brachvogels in Nordbaden. Für Rohrweihe, Kiebitz und Raubwürger ist das Gebiet wichtiger Rast- und Überwinterungsplatz. Für die Kornweihe stellen die Oberbruchwiesen eines von insgesamt 8 regelmäßig besetzten Überwinterungsgebieten in Baden-Württemberg dar.